# Hermanniidae
Hermanniidae zijn een familie van mijten. Bij de familie zijn 4 geslachten met circa 110 soorten ingedeeld.

## Taxonomie
De volgende taxa zijn bij de familie ingedeeld:
- Geslacht Galapagacarus Balogh, 1985
  - Galapagacarus shatzi Balogh, 1985
- Geslacht Neohermannia Bayoumi & Mahunka, 1979
  - Neohermannia trichosa Bayoumi & Mahunka, 1979
- Geslacht Hermannia Nicolet, 1855
  - Ondergeslacht Phyllhermannia
    - Hermannia (Phyllhermannia) exornata (Balogh, 1962)